# Dojč

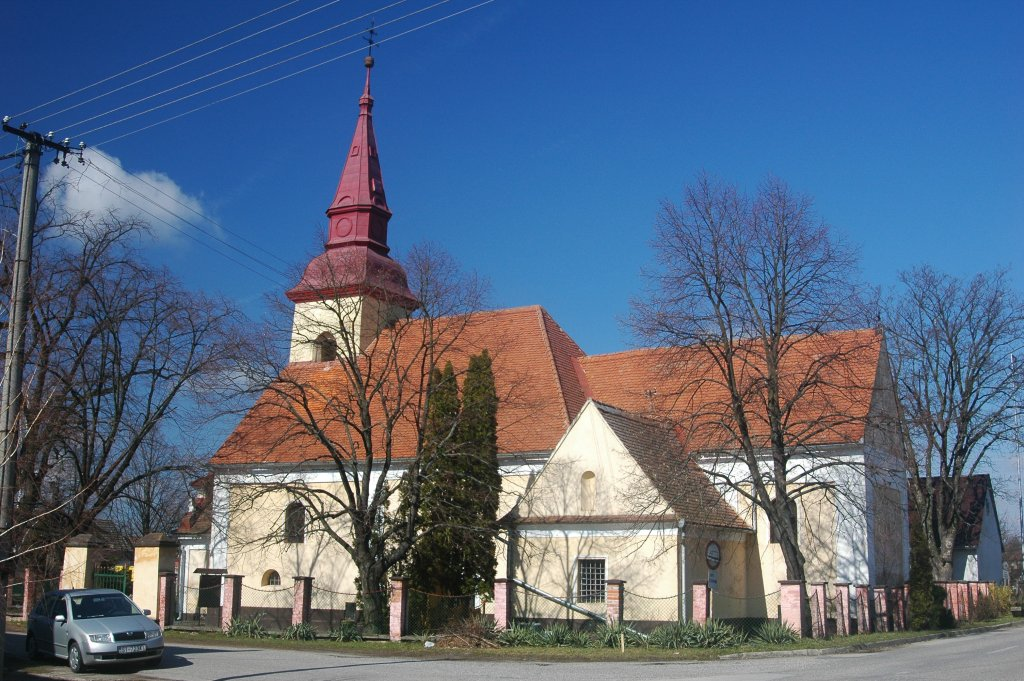
Dojč

Dojč (Hongaars: Dócs) is een Slowaakse gemeente in de regio Trnava, en maakt deel uit van het district Senica.
Dojč telt 1.279 inwoners.